# Hartmut Keil (Amerikanist)
Hartmut Keil (* 1942 in Bielefeld) ist ein deutscher Amerikanist und Professor für Amerikanische Geschichte und Kulturgeschichte an der Universität Leipzig.

## Leben
Er studiert amerikanischen Geschichte, Soziologie und Anglistik in Freiburg und München. Von 1969 bis 1979 war er wissenschaftlicher Angestellter am Amerika-Institut der Universität München. Nach der Promotion zum Dr. phil. 1969 in München war er von 1994 bis 2015 Professor für Amerikanische Geschichte und Kulturgeschichte an der Universität Leipzig. Er forschte von 1992 bis 1994 am Deutschen Historischen Institut in Washington, D.C. und lebte insgesamt sieben Jahre in den Vereinigten Staaten. Ab 2009 bzw. 2011 bis 2017 war Keil Vorsitzender des Städtepartnerschaftsvereins Leipzig-Houston.
Seine Forschungsschwerpunkte sind Sozial- und Einwanderungsgeschichte, Minderheiten und politisches System. Die Deutsche Forschungsgemeinschaft (DFG) bewilligte Keil das Projekt Francis Lieber`s Attitude on Race, Slavery, an Abolition für den Zeitraum 2004 bis 2006.

## Rezeption
Die Herausgaben German workers in Chicago: a documentary history of working-class culture from 1850 to World War und German Workers' Culture in the United States, 1850 to 1920 wurden von Nora Faires im Journal of American History resenziert. Demnach bereichern beide Bände die Literatur zum Thema, deutsche Einwanderer der Arbeiterklasse in die USA. Der erste Band umfasst eine Sammlung mit mehr als 130 Dokumenten, die in sieben Kapiteln unterteilt ist. Die behandelnden Themen sind Ankunft und Aufnahme von Einwanderern, Arbeit, Lebensbedingungen, Nachbarschaft und soziales Leben, die Kultur der Arbeiterbewegung, Literatur sowie die Beziehungen zwischen der Kultur der Einwanderer und der dominanten Kultur in den USA. Die Dokumentensammlung, die Briefe, Gedichte, Lieder, Beschreibungen von Tänzen, Picknicks, Streiks und Gewerkschaftsversammlungen umfasst, zeigt eine deutsche Arbeiterkultur auf, in der sich Elemente der Kultur der Heimat mit denen der angloamerikanischen Mittelschicht vermischen und letztlich zu einer multiethnischen amerikanischen Arbeiterklasse beitrugen. Der zweite Band ergänzt den ersten und analysiert die sich verändernden Formen der deutschen Arbeiterkultur im Zusammenhang mit den wirtschaftspolitischen und sozialen Veränderungen in den USA von der Mitte des 19. Jahrhunderts bis zur Zeit der zweiten industriellen Revolution. Die Resenzionistin gibt an, dass sie sich hier ein abschließendes Kapitel gewünscht hätte, welches die unterschiedlichen Analysen der Beiträge zusammenführt, ebenso wie ein systematischeres Augenmerk auf die Beziehung zwischen der deutschen Arbeiterkultur und denen anderer urbanen Einwanderergruppen. Insgesamt, so Faires unterstreicht die Sammlung den Wert einer integrativen Methodik für das Studium der Geschichte von Arbeit und Ethnie.

## Schriften (Auswahl)

### Monographien
- Die Funktion des „American Dream“ in der amerikanischen Gesellschaft. 1969, OCLC 1284188047 (zugleich Dissertation, München 1969).

### Herausgeberschaften
- Transatlantic cultural contexts: essays in honor of Eberhard Brüning. Stauffenburg-Verlag, Tübingen 2005, ISBN 978-3-86057-634-2.
- gem. m. John B. Jentz: German workers in Chicago: a documentary history of working-class culture from 1850 to World War. University of Illinois Press, Chicago 1988, ISBN 0-252-01458-8.
  - gem. m. John B. Jentz und Klaus Ensslen: Deutsche Arbeiterkultur in Chicago: von 1850 bis zum 1. Weltkrieg. Scripta-Mercaturae-Verlag, Ostfildern 1984, ISBN 978-3-922661-15-3.
- German Workers' Culture in the United States, 1850 to 1920. hrsg. von Hartmut Keil, Smithsonian Institution Press, 1988, ISBN 978-0-87474-558-0
- Sind oder waren Sie Mitglied?  Verhörprotokolle über unamerikan. Aktivitäten; 1947 - 1956. Rowohlt Verlag, Reinbek bei Hamburg 1979, ISBN 978-3-499-25131-3.

### Fachbeiträge
- Violence in the United States and Latin America in the Nineteenth Century: A Comparative Approach (mit Michael Riekenberg) in Iberoamericana, (2001) / 4.[8]
- Francis Lieber's Attitudes on Race, Slavery, and Abolition. in: Journal of American Ethnic History, Vol. 28, No. 1, 2008, S. 13–33.
- The Impact of Haymarket on German-American Radicalism. in: International Labor and Working-Class History, No. 29, 1986, S. 16–27.
- mit John B. Jentz: From Immigrants to Urban Workers: Chicago's German Poor in the Gilded Age and Progressive Era, 1883—1908. VSWG: Vierteljahrschrift für Sozial- und Wirtschaftsgeschichte, 68. Bd., H. 1, 1981, S. 52–97.
- A Social History of the German Workers of Chicago, 1850-1910. International Labor and Working-Class History, No. 16, 1979, S. 44–45.